# Asperula jordanii
Asperula jordanii är en måreväxtart som beskrevs av Eugène Henri Perrier de la Bâthie och André Songeon. Asperula jordanii ingår i släktet färgmåror, och familjen måreväxter. Inga underarter finns listade i Catalogue of Life.